# Philippe de Gaulle
Pour les autres membres de la famille, voir famille de Gaulle.
 (mars 2024).
Philippe de Gaulle, né le 28 décembre 1921 à Paris et mort dans la même ville le 13 mars 2024, est un officier général de marine et un homme politique français.
Fils du général Charles de Gaulle et d'Yvonne de Gaulle, issu de l'École navale (promotion 1940), passé par l'aéronautique navale, il termine sa carrière militaire en 1982 aux rang et appellation d'amiral. Il est ensuite sénateur de Paris (RPR puis UMP) de 1986 à 2004. Il meurt à l’âge de 102 ans.

## Biographie

### Enfance
Fils de Charles André Joseph Marie, capitaine d'infanterie chevalier de la Légion d'honneur, et de Yvonne Charlotte Anne Marie Vendroux, Philippe Henri Xavier Antoine de Gaulle naît le 28 décembre 1921 au 99, boulevard de Grenelle dans le 15e arrondissement de Paris, puis il est baptisé le 8 janvier 1922 en l'église Saint-François-Xavier. Il a pour parrain son oncle paternel, Xavier de Gaulle et pour marraine Marguerite Vendroux, sa grand-mère maternelle.
Enfant, il suit ses parents en Allemagne et au Liban, au gré des affectations de son père, et fait ses études au collège Saint-Nicolas à Paris. Très tôt, il se reconnaît une vocation de marin. Il est élevé en vertu des principes de l'éducation d'alors : « Chez nous, on ne parlait jamais d'argent… Un jour, j'ai osé demander à table : « Combien papa gagne-t-il ? » Je devais avoir huit ans ou dix ans. On m'a immédiatement rétorqué : « On ne parle pas d'argent à table, et de toute façon, les enfants n'ont rien à en dire car, n'en gagnant pas, ça ne les regarde pas ». Le capitaine de vaisseau Jules Richard (1867-1933), oncle et témoin de mariage d’Yvonne de Gaulle, lui donne le goût de la Marine nationale.

### Études
Philippe de Gaulle est élève du collège Stanislas, où il obtient son baccalauréat. Son père désire qu'il se prépare à une carrière diplomatique, mais il préfère s'orienter vers une carrière militaire en entrant à l'École navale (promotion 1940).

### Carrière militaire
Le 18 juin 1940,  avec sa mère et ses deux sœurs, il quitte Brest à bord d'un cargo  dans l'espoir de retrouver son père dont il a perdu la trace. Il n'entend pas l'appel du 18 Juin lancé par son père, mais en a connaissance le lendemain à son arrivée sur la côte anglaise.
D'après Geoffroy Chodron de Courcel, il fut le premier compagnon de son père mais le titre de compagnon de la Libération ne lui sera pas accordé, la mort d'Hubert Germain en 2021 emportant le dernier compagnon officiel,.

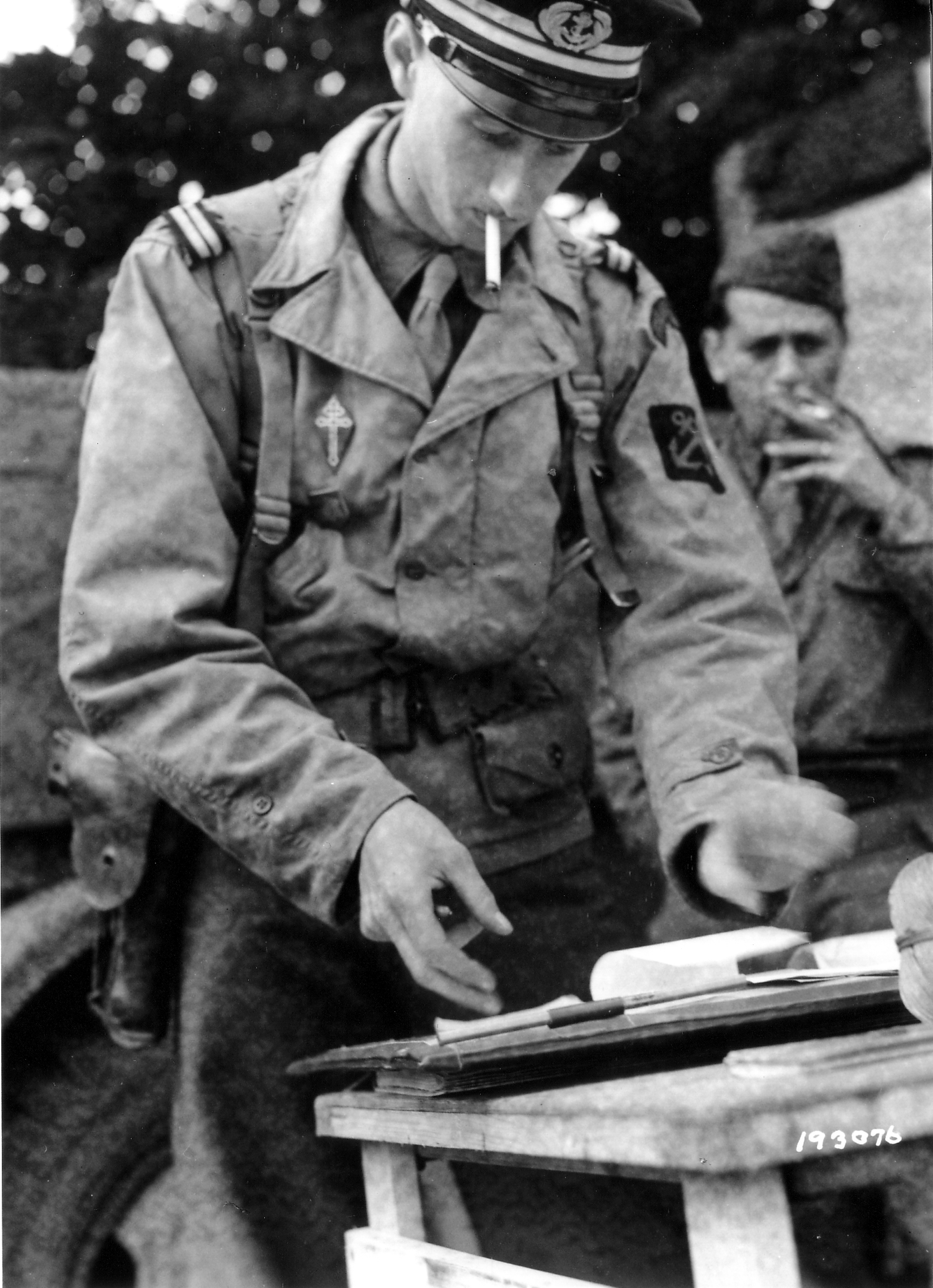
Philippe de Gaulle pendant la Seconde Guerre mondiale.

Après avoir participé à de nombreuses sorties en mer le long des côtes anglaises, à bord des goélettes Belle Poule et Étoile, annexes de l'École navale, il est nommé aspirant en octobre 1941. Il participe à plusieurs stages d'armes dans les écoles britanniques, dont le Royal Naval College de Dartmouth.
Embarqué sur la corvette Roselys, de février à mai 1942 (bataille de l'Atlantique), il est affecté successivement sur le chasseur CH.11 qui effectue escortes et patrouilles en Manche, puis à la 23e flottille de Motor Torpedo Boat (MTB) de septembre 1942 à septembre 1943, où il est l'officier en second de la vedette lance-torpilles MTB.96. Il est promu enseigne de vaisseau de 2e classe en février 1943. Il effectue vingt patrouilles en Manche, participe à trois engagements avec l'ennemi, puis embarque sur la frégate La Découverte, de septembre 1943 à mai 1944 (bataille de l'Atlantique). Il est promu enseigne de vaisseau de 1re classe en février 1944.
Il participe ensuite à la libération de la France (1944-1945), où il commande un peloton du régiment blindé de fusiliers-marins de la 2e DB et combat à Alençon, Argentan et Antony. Le 25 août 1944, il participe à la libération de Paris, de la porte d'Orléans en passant par l’École militaire, la rue Royale, le palais du Luxembourg, la gare du Nord, la gare de l’Est, Saint-Denis, Le Bourget et Stains. Il est envoyé depuis la gare Montparnasse pour porter l'ordre de reddition aux Allemands retranchés au palais Bourbon, dans les locaux de l'Assemblée nationale. Il doit négocier seul et désarmé, au milieu d'eux, au risque de se faire tuer si les choses tournent mal. Il participe ensuite à la campagne de Lorraine, la bataille des Vosges, la bataille d'Alsace, la poche de Colmar, la poche de Royan et de la pointe de Grave pour terminer au Berghof à Berchtesgaden pendant l'hiver 1944-1945.
Durant la Seconde Guerre mondiale, il a reçu six blessures légères. Pour avoir été combattant pendant l'ensemble du conflit, notamment la bataille de l'Atlantique et la campagne de la Manche, il reçoit au début d'avril 1945 à Argenton-sur-Creuse la croix de guerre 1939-1945 avec trois citations, des mains du général Leclerc. 
En mai 1945, comme les deux tiers de ses camarades anciens élèves de l’École navale en Grande-Bretagne, il poursuit sa carrière dans la Marine nationale française. Il est fait chevalier de la Légion d'honneur à la fin de l'année 1946.
Il est alors âgé de 24 ans. 
Il est titulaire des brevets de nageur de combat, brevet d’escouade commando, brevet d'instructeur parachutiste, de fusilier marin au Royal Naval College. À la sortie de la Seconde Guerre mondiale, il suit, du 9 juillet 1945 au 10 octobre 1946, à la base aéronavale de Chapel Hill en Caroline du Nord (États-Unis) les cours de pilote de chasse et en sort breveté. Après un stage à l'école de l'aviation embarquée de la BAN Cuers du 10 octobre 1946 au 1er novembre 1946, il est breveté pilote d'aéronautique et poursuit une carrière dans l'aéronavale. D'abord affecté à la base d'aéronautique navale d'Hyères (Le Palyvestre) le 1er novembre 1946, à la flottille 4 F puis à la flottille 3 F, dotées de Douglas SBD-5 en novembre 1946. Le 1er juillet 1947, il est responsable du service intérieur et capitaine de compagnie. Il effectue de 1946 à 1948 et de 1952 à 1954 deux campagnes de guerre en Indochine dans l'aviation embarquée, avec appontages sur porte-avions, de jour comme de nuit, durant deux ans et demi.
En 1948, il obtient le brevet de pilote d'hydravion et le 19 octobre 1948, il est affecté comme officier en second de l'escadrille 50 S, l'escadrille d'instruction de l'École navale (basée à Lanvéoc). Il est promu lieutenant de vaisseau le 24 décembre 1948. En 1951, il est l’un des premiers pilotes d’hélicoptères français en obtenant son brevet de pilote aux États-Unis auprès de Sikorsky, l’un des développeurs des premiers hélicoptères. Le 12 mai 1951, il est affecté comme chef du service d'instruction, puis officier en second à la flottille 2 F à la BAN Port-Lyautey comme officier en second de la 2 F, équipée de d'avions de patrouilles maritimes Lancaster. En 1952, il obtient le brevet de pilote de ligne.
Entre le 15 mai 1952 et le 2 octobre 1952, il devient officier en second de la flottille 6 F, affectée à la BAN de Lartigue (Oranie) (avions embarqués Grumman équipée de bombardiers-torpilleurs TBM,. Du 2 octobre 1952 au 11 octobre 1954, il est le commandant de la flottille 6F. Du 11 octobre 1954 au 18 mai 1956, il embarque à bord du porte-avions La Fayette en tant que chef du service pont d'envol-hangar (PEH). Durant cette période, il effectue deux missions en Indochine dans l'aéronavale, embarqué sur porte-avions, avec appontage de jour et de nuit (guerre d'Indochine).
Capitaine de corvette le 1er avril 1956, il est chef du service instruction de la BAN Hyères-Le Palivestre du 18 mai 1956 au 13 octobre 1956. Il est affecté au 3e bureau de l'état-major de la marine du 13 octobre 1956 au 16 janvier 1957.
Du 16 janvier 1957 au 2 janvier 1958, il est stagiaire à l'école supérieure de guerre navale puis il est affecté au 3e bureau section aéronautique de l'état-major de la marine du 2 janvier 1958 au 15 septembre 1959.
Du 15 septembre 1959 au 19 décembre 1960, il est adjudant de la 2e division d'escorteurs d'escadre (DEE2), à bord de l'EE Duperré. Du 19 décembre 1960 au 4 janvier 1962, il prend le commandement de l'escorteur rapide Le Picard et brièvement en fin d'embarquement il est chef de la 3e division d'escorteurs rapides : la 3e DER.
Capitaine de frégate le 1er octobre 1961, il débarque du Picard le 21 décembre 1961. Il est élève du Collège de défense de l'OTAN entre le 4 janvier 1962 et le 4 juillet 1962. D'abord du 4 juillet 1962 au 24 novembre 1964, il est affecté à la division emploi de l'État-Major des armées, puis du 24 novembre 1964 au 23 août 1966, commande l'aéronautique navale de la région parisienne à Dugny-Le Bourget.
Capitaine de vaisseau le 1er avril 1966, il est affecté à la division Armements navals, à l'État-major des armées du 23 août 1966 au 23 janvier 1967. Il commande la frégate lance-missiles Suffren du 23 janvier 1967 au 23 avril 1968. Entre le 23 avril 1968 et le 23 septembre 1968, il fait ensuite partie du groupe de travail sur l'avenir de la Marine (État-major de la Marine). Il est auditeur au Centre des hautes études militaires (CHEM) et à l'Institut des hautes études de Défense nationale (IHEDN) entre le 23 septembre 1968 et le 22 septembre 1969. Il commande ensuite l'aéronautique navale de la 2e région maritime (Brest) entre le 22 septembre 1969 et le 17 mai 1971. Entre le 17 mai 1971 et le 23 mai 1973, il est chef de la division Études générales à l'État-major des Armées.

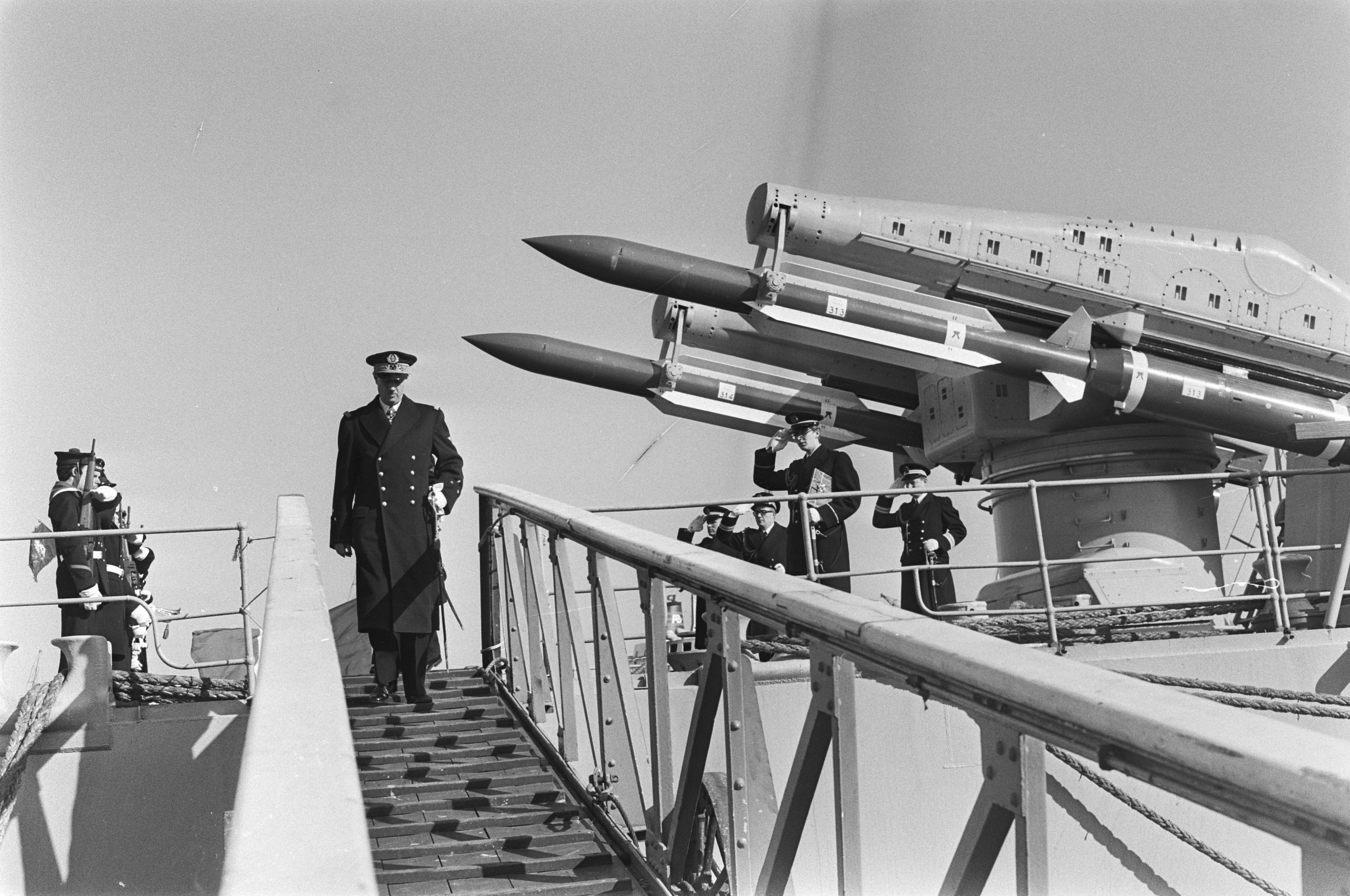
Philippe de Gaulle en 1976.

Contre-amiral le 1er septembre 1971, il commande le Groupe naval d'essais et de mesures (GROUPEM) du 23 mai 1973 au 9 décembre 1974, hissant sa marque sur le bâtiment réceptacle Henri Poincaré. Il commande ensuite l'aviation de patrouille maritime (ALPATMAR) à la BAN Dugny-Le Bourget entre le 9 décembre 1974 et le 6 février 1976.
Vice-amiral le 1er juin 1975, il commande l'escadre de l'Atlantique du 6 février 1976 au 10 octobre 1977.

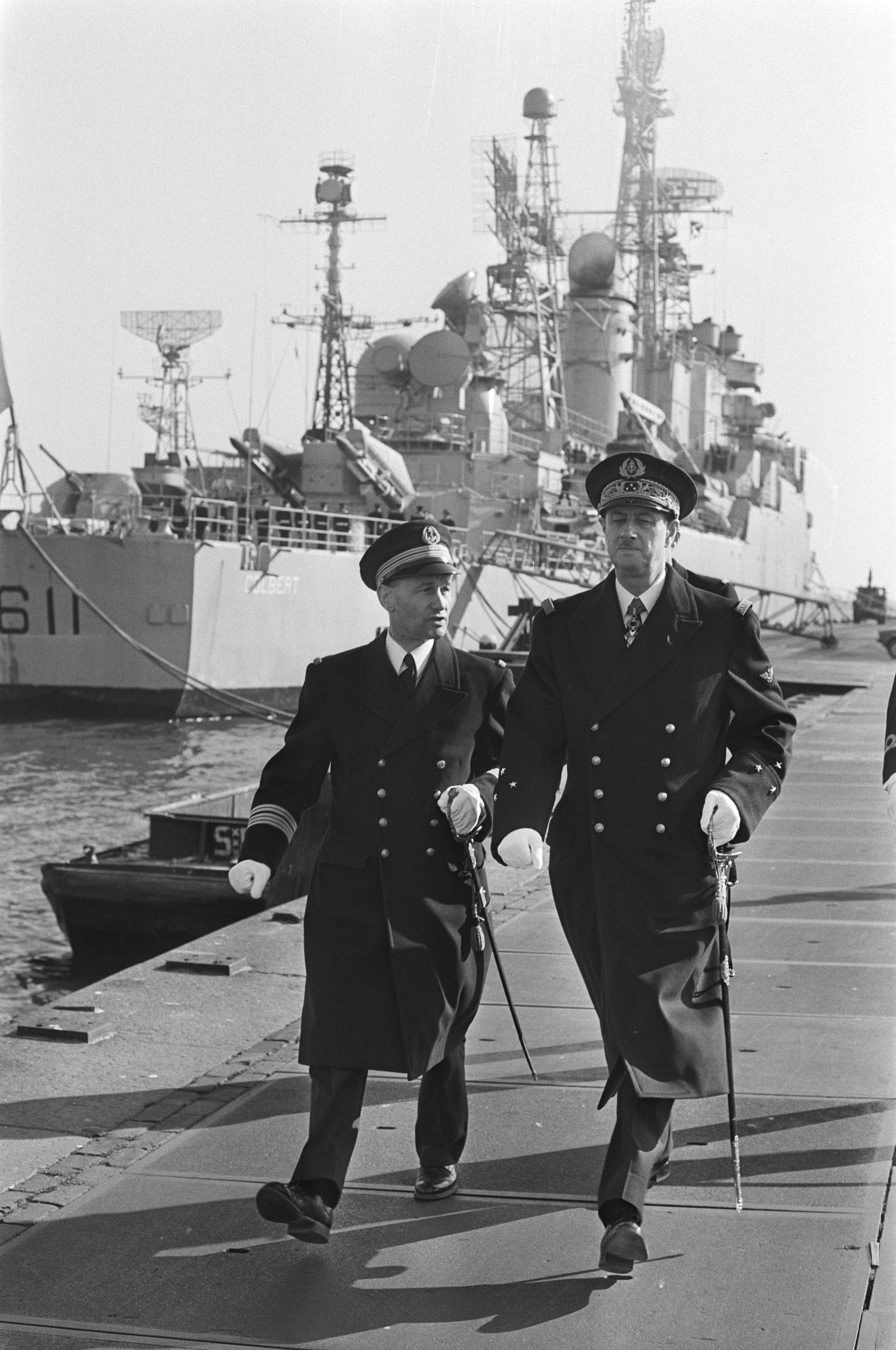
Philippe de Gaulle en 1976.

Élevé au rang et appellation de vice-amiral d'escadre le 1er juin 1977, il préside la commission permanente des essais entre le 10 octobre 1977 et le 1er novembre 1980.
Élevé au rang et appellation d'amiral, le 25 juin 1980, Philippe de Gaulle termine sa carrière au poste d'inspecteur général de la Marine du 1er novembre 1980 au 29 décembre 1982 avant d'être admis en deuxième section, le 29 décembre 1982.
Par ailleurs, il enseigne à l’École supérieure de guerre navale (1958-1959, 1962-1967, 1968-1982), au Centre des hautes études militaires (1969-1982), à l’Institut des hautes études de défense nationale (1969-1982) et au Collège de défense de l'OTAN (1962-1967). Il est membre du Conseil supérieur de la Marine à partir de 1977. Il dirige la délégation française lors des négociations de la Convention des Nations unies sur le droit de la mer, convention conclue à Montego Bay (Jamaïque) le 10 décembre 1982 après 9 ans de discussions. Celle-ci prévoyant la création du Tribunal international du droit de la mer et de l’Autorité internationale des fonds marins.

### Parcours politique
Philippe de Gaulle est élu sénateur de Paris le 28 septembre 1986 puis réélu le 24 septembre 1995. Il siège au Sénat jusqu'en 2004.

### Vie privée

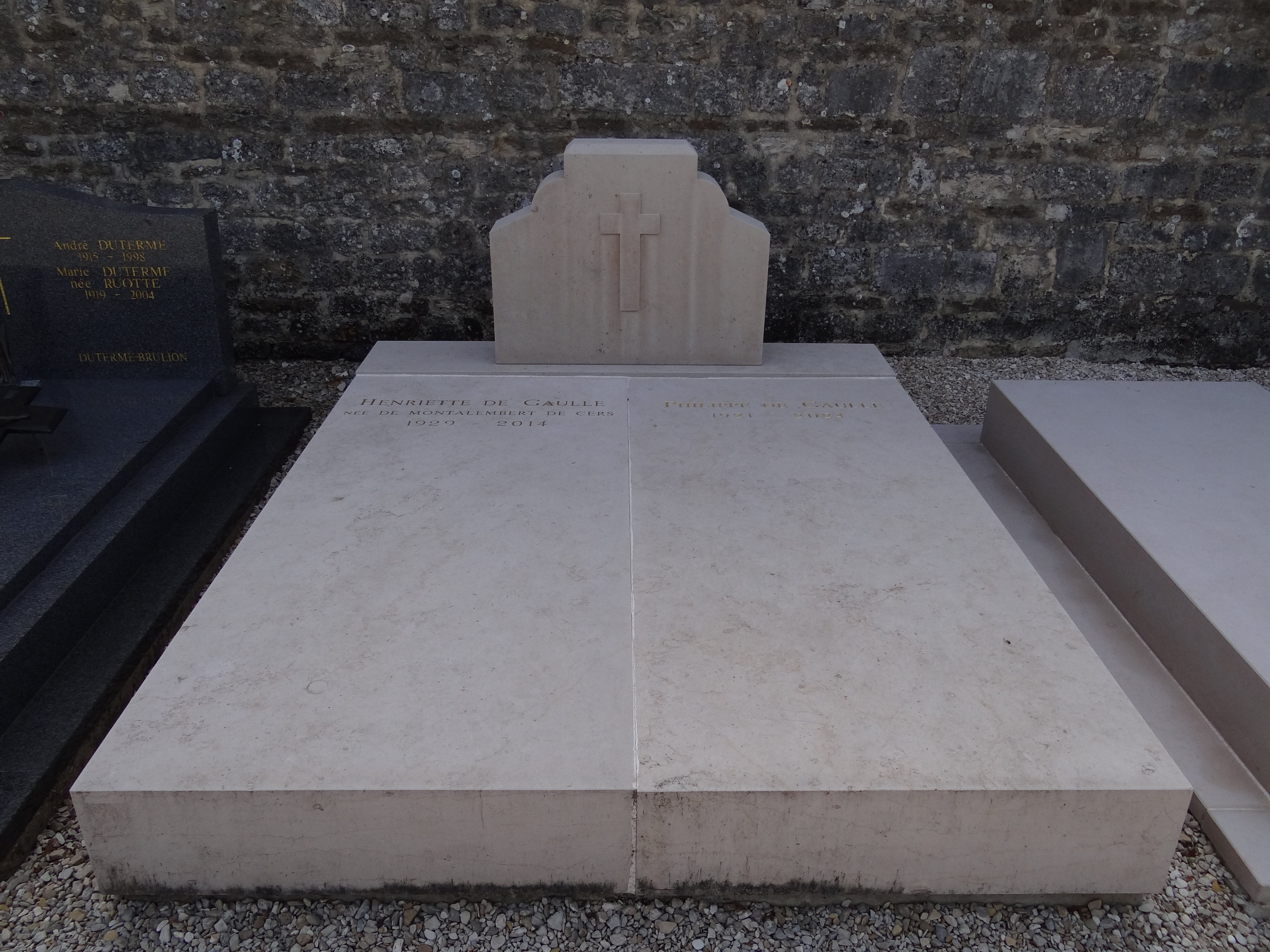
Tombe d'Henriette et de Philippe de Gaulle au cimetière de Colombey-les-Deux-Églises.

Le 30 décembre 1947, Philippe de Gaulle épouse à Poncin dans l'Ain, Henriette Marie Joséphine de Montalembert de Cers (1929-2014).
Le couple a eu quatre fils, et à novembre 2020, six petits-enfants et deux arrière-petits-enfants :
- Charles de Gaulle (Dijon, 25 septembre 1948), avocat d'affaires, d'abord parlementaire européen sous les étiquettes UDF et RPR, il rejoint en mai 1999[16] le Front national ;
- Yves de Gaulle (Rabat au Maroc, 1er septembre 1951), énarque, secrétaire général de GDF-SUEZ, conseiller d'État[17] ;
- Jean de Gaulle (Bourg-en-Bresse, 13 juin 1953), ancien député des Deux-Sèvres et de Paris (1986-2007, démissionnaire), il est nommé conseiller-maître à la Cour des comptes ;
- Pierre de Gaulle (Suresnes, 20 juin 1963).

Philippe de Gaulle fête son 100e anniversaire le 28 décembre 2021.

### Mort
Il rejoint l'hôpital militaire des Invalides, devenant son plus ancien et illustre pensionnaire. Il passe ses deux dernières années de vie dans l'institution militaire. C'est là qu'il meurt dans la nuit du 12 au 13 mars 2024 à l'âge de 102 ans.
Un hommage national présidé par Emmanuel Macron lui est rendu aux Invalides le 20 mars 2024,, en présence notamment de l'ancien président Nicolas Sarkozy, du prince Albert II de Monaco, du grand-duc et de la grande-duchesse de Luxembourg. Philippe de Gaulle est ensuite enterré à Colombey-les-Deux-Églises le même jour, dans le même tombeau que son épouse et à proximité de la sépulture de ses parents.

## Mémoires
Philippe de Gaulle est l'auteur de Mémoires accessoires (2001) et d'un ouvrage en deux tomes intitulé De Gaulle, mon père (2003 et 2004), publiés sous la forme d'entretiens avec l'écrivain Michel Tauriac. Cet ouvrage, qui a obtenu un succès en librairie et bénéficié d'une couverture médiatique, est sujet à de nombreuses controverses, notamment en ce qui concerne la guerre d'Algérie. Philippe de Gaulle a ainsi été condamné le 23 mars 2006 par la cour d'appel de Montpellier à verser un euro de dommages et intérêts ainsi que 1 500 € de frais de justice à chacun des trois harkis plaignants, pour « diffamation envers des agents de l'autorité publique ». Il avait en effet écrit : « Et puis, tout le monde ne voulait pas partir comme ces 100 000 harkis qui ont rejoint l'armée algérienne ». La cour a estimé qu'il insinuait par là que les harkis assassinés étaient morts par leur propre faute ou leur erreur de choix. Dans un arrêt du 29 janvier 2008, la Cour de cassation a annulé cette condamnation au motif que « les propos en cause ne visaient pas des personnes formant un groupe suffisamment restreint pour qu'un soupçon plane sur chacun de ses membres et leur donne le droit de demander réparation du préjudice résultant de l'infraction dénoncée ».
L'historien Pierre Nora a écrit que l'amiral avait « maréchalisé » et « pétainisé » le Général. Il a fait relever par Jean Lacouture et Éric Roussel les grossières erreurs factuelles commises par Philippe de Gaulle. Néanmoins, l'ouvrage De Gaulle, mon père reste une source d'informations de première main sur le Général, dans sa vie privée et dans sa vie politique. L'amiral relate les entretiens qu'il a eus avec son père tout au long de sa vie, tant sur les actions que celui-ci a menées que sur les raisons de ses prises de décisions. L'intérêt de ces entretiens entre père et fils est que, pour chacun d'eux, Philippe de Gaulle en retrace les lieux, les dates et les circonstances, souvent par rapport à ses permissions militaires ou ses congés, ne rencontrant généralement son père que quelques fois par an.
L'amiral a également été longtemps critiqué pour son refus d'ouvrir les archives de son père. Il publie les Lettres, Notes et Carnets de Charles de Gaulle en 13 tomes entre 1980 et 1997.

## Publications
- De Gaulle, Paris, Plon, 1989, 173 p. (BNF 35064778).
- Mémoires accessoires 1921-1946, Paris, Plon, 1997  (ISBN 225918586X).
- Mémoires accessoires 1947-1979, Paris, Plon, 2000  (ISBN 2259185878).
- Les Trente Jours qui ont fait de Gaulle, avec Michel Tauriac Paris, Economica, 2002  (ISBN 2-7178-4352-3).
- De Gaulle, mon père, 2 tomes, avec Michel Tauriac, Paris, Plon, 2003-2004  (ISBN 226614331X et 2266143301), prix Honneur et Patrie 2004.
- Mon père en images, avec Michel Tauriac, Paris, Michel Lafon, 2006  (ISBN 2-7499-0547-8).
- Derniers Souvenirs , Plon, 2024.

## Distinctions
Le général de Gaulle n'a jamais fait son fils compagnon de la Libération, sans doute par refus de prêter le flanc à d'éventuelles accusations de népotisme. Philippe de Gaulle ne se vit même pas remettre la médaille de la Résistance, son père lui ayant dit incidemment qu'au comité chargé de l'attribution de cette distinction : « On ne t'a pas proposé. »
Une plaque rappelant sa participation à la libération du palais Bourbon en 1944 est apposée dans un salon de l'hôtel de Lassay le 27 novembre 2019.

### Décorations
L'amiral Philippe de Gaulle à notamment reçu les décorations suivantes :
- Grand-croix de la Légion d'honneur (2005)
- Grand-croix de l'ordre national du Mérite (1984)
- Croix de guerre 1939-1945 avec trois citations
- Insigne des blessés militaires
- Commandeur de l'ordre du Mérite maritime
- Croix du combattant volontaire de la Résistance
- Médaille de l'Aéronautique
- Médaille commémorative des services volontaires dans la France libre
- Ordre de la Guerre patriotique (URSS) 1re classe en 1985, pour les 40 ans de la Victoire[27],[28]

### Prix littéraires
- Lauréat du prix d'Académie de l’Académie française (1988)[29]
- Lauréat du prix Louis-Marin (1998)[30]
- Lauréat du prix Honneur et Patrie 2004[31]
- Lauréat du prix Saint-Simon 2004[32]

### Sur Charles de Gaulle

#### Éditeur scientifique
- Œuvres complètes de Charles de Gaulle, en 21 volumes, Paris, Plon 1971-1972.
  - DISCOURS ET MESSAGES : 1) - pendant la guerre juin 1940- janvier 1946 - tome 2 - dans l'attente (février 1946- avril 1958) - tome 3 - avec le renouveau (mai 1958- juillet 1962) - tome 4 - pour l'effort (aout 1962- décembre 1965) - tome 5 - vers le terme (janvier 1966 - avril 1969) - cette édition illustrée comprend le texte intégral des discours et messages, 1971.
  - Les voix de la liberté :1) dans la nuit- 2) le monde en feu - 3) la fin du commencement - 4) la forteresse Europe- 5) la bataille de France, 1971.
  - Œuvres : La discorde chez l'ennemi, Le fil de l'épée, Vers l'armée de métier, La France et son armée, Mémoires de guerre (le salut, l'appel, l'unité), 1972.
  - Chronologie de sa vie 1890-1970, Dictionnaire commenté de son œuvre en 2 volumes, Mémoires d'espoir (le renouveau l'effort), Études et correspondance 1908-1946, Film d'une vie (535 photos noir et blanc), 1972.
  - Coffret de 12 disques 33 tours des discours de Charles de Gaulle, 1971.
- Lettres, Notes et Carnets de Charles de Gaulle :
  - Tome 1 : 1905-1918, Plon, 1980  (ISBN 2-259-00647-7).
  - Tome 2 : 1919-juin 1940, Plon, 1980  (ISBN 2-259-00648-5).
  - Tome 3 : juin 1940-juillet 1941, Plon, 1981 (BNF 36255731).
  - Tome 4 : juillet 1941-mai 1943, Plon, 1982  (ISBN 2-259-00920-4).
  - Tome 5 : juin 1943-mai 1945, Plon, 1983  (ISBN 2-259-01083-0).
  - Tome 6 : mai 1945-juin 1951, Plon, 1984  (ISBN 2-259-01184-5).
  - Tome 7 : juin 1951-mai 1958, Plon, 1985  (ISBN 2-259-01306-6).
  - Tome 8 : juin 1958-décembre 1960, Plon, 1985  (ISBN 2-259-01409-7).
  - Tome 9 : janvier 1961-décembre 1963, Plon, 1986  (ISBN 2-259-01447-X).
  - Tome 10 : janvier 1964-juin 1966, Plon, 1986  (ISBN 2-259-01581-6).
  - Tome 11 : juillet 1966-avril 1969, Plon, 1987 (BNF 36256658).
  - Tome 12 : mai 1969-novembre 1970, Plon, 1988  (ISBN 2-259-01820-3).
  - Tome 13 : Compléments de 1924 à 1970, Plon, 1997  (ISBN 2-259-18808-7).
- Charles de Gaulle (préf. Philippe de Gaulle), Le Fil de l'épée et autres récits, Paris, Plon, 1990, 813 p. (ISBN 2-259-02397-5). Contient Vers l'armée de métier, La France et son armée, La discorde chez l'ennemi, trois études, le mémorandum et divers articles.
- Charles de Gaulle, Mémoires d'espoir, Paris, Plon, 1994, 1163 p. (ISBN 2-259-00098-3) suivi d'un choix d'Allocutions et de Messages sur la IVe et la Ve République (1946-1969) réalisé par Philippe de Gaulle.
- Charles de Gaulle (préf. Philippe de Gaulle), Mémoires, Paris, Gallimard, coll. « Bibliothèque de la Pléiade », 2000, 1505 p. (ISBN 2-07-011583-6 et 978-2070115839) en collaboration avec Jean-Louis Crémieux-Brilhac, Jean-Luc Barré et Marius-François Guyard, pour l'établissement de cette édition des Mémoires de guerre présentée, établie, annotée avec une chronologie et un relevé des variantes.
- Charles de Gaulle (choix de discours prononcés entre 1944 et 1969), Discours d'état, Paris, Perrin, 2010, 215 p. (ISBN 978-2-262-03289-0).
- Charles de Gaulle (préf. Jean-Luc Barré, réédition en 3 volumes des 13 volumes), Lettres, notes et carnets, Paris, Plon, coll. « Bouquins », 2010 (BNF 42299395).
- Charles de Gaulle (préf. Philippe De Gaulle, avec une présentation conjointe avec Hervé Gaymard), Le Fil de l'épée, Paris, Perrin, 2010, 177 p. (ISBN 978-2-262-03383-5).
- Charles de Gaulle (préf. Philippe de Gaulle, suivi de l'histoire des troupes du levant avec une présentation conjointe avec Hervé Gaymard), La France et son armée, Paris, Perrin, 2011, 374 p. (ISBN 978-2-262-03382-8).

#### Avant-propos, préfaces, introductions et postfaces
- Luc-Marie Bayle (capitaine de frégate), Les corvettes FNFL, de leur armement au 2 août 1943, Paris, Service Historique de la Marine, 1966.
- La 23e flottille de MTB FNFL 1942-1945, Témoignages des officiers, Paris, Service Historique de la Marine, 1967.
- Les opérations des sous-marins FNFL, Paris, Service Historique de la Marine, 1967.
- Marie-Agnès Cailliau-de Gaulle, Souvenirs personnels, Les Plans-sur-Bex (Suisse)/Paris, Plon, 1970, 131 p. (ISBN 2-84573-516-2).
- Edmond Michelet, La querelle de la fidélité. Peut-on être gaulliste aujourd'hui ? Entretiens avec Alain Duhamel, Fayard, 1971
- Muracciole (capitaine de frégate), Historique de la combattante, torpilleur des FNFL, Paris, Service Historique de la Marine, 1971.
- Christian Fouchet, Au service du général de Gaulle, Plon, 1971.
- Léon Noël, Comprendre de Gaulle, Plon, 1972
- Christian Fouchet, Les lauriers sont coupés, Plon, 1973.
- Jacques Vendroux, Cette chance que j'ai eue (1920-1957), Plon, 1974
- Jacques Vendroux, Ces grandes années que j'ai connues (1958-1970), Plon, 1975.
- Pierre Lefranc (en collaboration avec Paul Durand), De Gaulle raconté aux jeunes, Éditions G.P, 1975.
- Pierre Messmer, Le Service militaire, débat avec Jean-Pierre Chevènement, Balland, 1977.
- Michel Debré, Le Gaullisme, avec Jean-Louis Debré, Plon (Tribune libre), Paris, 1977.  (ISBN 2259003303).
- Jacques Debû-Bridel, De Gaulle et le CNR, Éditions France-Empire, 1978.
- François Flohic (préf. Philippe de Gaulle), Souvenirs d'outre-Gaulle, Paris, Plon, 1979, 245 p.
- Olivier Guichard, Mon Général, 1980.
- Maurice Schumann, Un certain 18 juin, Plon, 1980 – Prix Aujourd'hui.
- Jacques Vendroux, Yvonne de Gaulle, ma sœur, Plon, 1980.
- Louis Joxe, Victoires sur la nuit mémoires 1940-1946, Flammarion, 1981 (ISBN 2-08-064390-8).
- Michel Bertrand, La Marine française au combat : 1939-1945, Paris-Limoges, Charles-Lavauzelle, 1982.
- Michel Debré, Trois républiques pour une France. Mémoires, avec la collaboration d'Odile Rudelle, Albin Michel, Paris, 1984–1994, 5 volumes : Combattre, 1984  (ISBN 2226020667) ; Agir (1946–1958), 1988  (ISBN 2226033424) ; Gouverner (1958-1962), 1988  (ISBN 2226034579) ; Gouverner autrement (1962–1970), 1993  (ISBN 2226062076) ; Combattre toujours (1969-1993), 1994  (ISBN 2226075364).
- Pierre Messmer, Les Écrits militaires de Charles de Gaulle : essai d'analyse thématique, Presses universitaires de France, 1985 (en collaboration avec le professeur Alain Larcan).
- François Flohic, Ni chagrin ni pitié, Paris, Plon, 1985, 263 p. (ISBN 2-259-01289-2)
- Gaston Palewski, Mémoires d'action 1924-1974, Paris, Plon, 1988.
- Pierre Louis Blanc, Charles de Gaulle au soir de sa vie, Fayard, 1990.
- Vice-amiral d'escadre Émile Chaline et Capitaine de vaisseau Pierre Santarelli (tomes 1 à 5), Historique des Forces Navales Françaises Libres, Service historique de la marine :
  - Historique des Forces Navales Françaises Libres, t. 1 : du 18 juin 1940 au 3 août 1943, 1990, 461 p. (ISBN 978-2-11-096321-5).
  - Historique des Forces Navales Françaises Libres, t. 2 : du 4 août 1943 au 7 mai 1945, 1992, 580 p.
  - Historique des Forces Navales Françaises Libres, t. 3 : annuaire biographique des officiers des FNFL, 1999, 640 p. (ISBN 2-11-091147-8 (édité erroné), BNF 37087891).
  - Historique des Forces Navales Françaises Libres, t. 4 : la flotte française de la liberté ; la marine marchande FNFL, Vincennes, Service historique de la marine, 2002, 221 p. (ISBN 2-11-091851-9).
  - Capitaine de vaisseau André Bouchi-Lamontagne, Historique des Forces Navales Françaises Libres, t. 5 : mémorial, juin 2006, 1094 p. (ISBN 978-2-11-128957-4).
- Pierre Lefranc, De Gaulle, un portrait, Flammarion, 1992.
- Michel Debré, Entretiens avec le général de Gaulle (1961-1969), Albin Michel, Paris, 1993  (ISBN 2226066608)
- Pierre Lefranc, De Gaulle à Londres, éditions Lie Ernest Flam, 1993.
- Pierre Lefranc, La tentation de Charles de Gaulle, Flammarion, 1993.
- Pierre Messmer, Après tant de batailles : mémoires, Albin Michel, 1992 (18e Prix Fondation Pierre-Lafue 1994).
- Bernard Le Marec, Les Français libres et leurs emblèmes, éditions Lavauzelle, 1994.
- Philippe Ragueneau et Guy Sabatier, Dictionnaire du Gaullisme, Albin Michel, 1994.
- Jean Meyer et Martine Acerra, Histoire de la marine française : des origines à nos jours, Rennes, éditions Ouest-France, 1994, 428 p. (ISBN 2-7373-1129-2).
- Alain Peyrefitte (3 volumes), C'était de gaulle, éditions de Fallois-Fayard, 1994-2000.
- Pierre Maillard, De Gaulle et l'Europe : entre la nation et Maastricht, Paris, Tallandier, coll. « Approches » (no 22), 1995, 370 p.  (ISBN 2-235-02131-X) (notice BnF no FRBNF37481255).
- Claude Guy, En écoutant de Gaulle. Journal. 1946-1949, Paris, Grasset, 1996.
- Jean-Louis Crémieux-Brilhac, La France libre : de l'appel du 18 juin à la Libération, Paris, Gallimard, 1996, 969 p. (ISBN 978-2-07-073032-2, OCLC 36062471).
- Jacques Foccart, Journal de l'Élysée, Fayard-Jeune Afrique :
  - Tome 1 : Tous les soirs avec De Gaulle (1965-1967), 1997, 813 p.  (ISBN 2-213-59565-8).
  - Tome 2 : Le Général en mai (1968-1969), 1998  (ISBN 2-213-60057-0).
  - Tome 3 : Dans les bottes du Général, (1969-1971), 1999, 787 p.  (ISBN 2-213-60316-2).
  - Tome 4 : La France pompidolienne (1971-1972), 2000  (ISBN 2-213-60580-7).
  - Tome 5 : La fin du gaullisme (1973-1974), 2001.
- Jacques Chaban-Delmas, Mémoires pour Demain, Flammarion, 1997.
- Olivier Guichard, Vingt ans en 40, Fayard, 1999.
- Jacques Baumel, Résister, Histoire secrète des années d'occupation, éditions Albin Michel, 1999.
- Geneviève de Gaulle-Anthonioz, La Traversée de la nuit, Seuil, coll. « Points », 2001 (ISBN 978-2-02-051654-9).
- Pierre de Morsier, Les corvettes de la France libre, Paris, Service Historique de la Marine, 2002  (ISBN 9782111290426).
- Michel Vergé-Franceschi (dir.), Dictionnaire d’Histoire maritime, Paris, éditions Robert Laffont, coll. « Bouquins », 2002, 1508 p. (ISBN 2-221-08751-8 et 2-221-09744-0).
- Jean-Luc Barré (d'après les archives inédites de Charles de Gaulle), Devenir de Gaulle, Paris, Perrin, 2003, 432 p. (ISBN 2-262-01586-4).
- Jacques Baumel, La Liberté guidait nos pas, Plon, 2004
- Jacques Baumel (avec François Delpla), La Libération de la France, édition l'Archipel, 2004.
- Pierre Louis Blanc, Valise Diplomatique, Éditions du Rocher, 2004.
- Pierre Lefranc, D'une Résistance l'autre : 1940-1947, Éditions François-Xavier de Guibert-Œil, 2004.
- Alain Larcan, De Gaulle : le soldat écrivain, Paris, Textuel, coll. « Passion », 2005, 191 p., 29 cm (ISBN 2-84597-115-X).
- Jean Foyer, Sur les chemins du droit avec le Général : mémoires de ma vie politique — 1944-1988, avec la collaboration de Sabine Jansen, Fayard, 2006.
- Claire Andrieu, Philippe Braud et Guillaume Piketty, Dictionnaire de Gaulle, Paris, Robert Laffont, coll. « Bouquins », 2006, 1265 p. (ISBN 2-221-10280-0).
- Olivier Rochereau (dir.), Mémoire des Français libres : du souvenir des hommes à la mémoire d'un pays, Nouveau monde éditions, 2006, 321 p. (ISBN 2-84736-190-1).
- Yves Guéna, De Gaulle, Gründ, coll. « Histoire sur le vif », 2007, 64 pages, illustrations couleurs, plus de 60 fac-similés (ISBN 978-2-7000-1696-3 et 2-7000-1696-3).
- François Broche, Georges Caïtucoli et Jean-François Muracciole, La France au combat : de l'Appel du 18 juin à la victoire, Paris, Perrin & scérÉn (CNDP), 2007, 848 p. (ISBN 978-2-262-02530-4).
- Pierre Lefranc, Avec de Gaulle, pendant et après : 1947-2005, Fayard, 2007.
- Pierre Lefranc (en collaboration avec Geneviève Moll), Gouverner selon de Gaulle, Fayard, 2008.
- Michel Tauriac (préf. Philippe de Gaulle), Vivre avec de Gaulle-Les derniers témoins racontent l'homme, Paris, Plon, 2008, 609 p. (ISBN 978-2-259-20721-8).
- Michel Tauriac (préf. Philippe de Gaulle), Dictionnaire amoureux de De Gaulle, Paris, Plon, coll. « dictionnaire amoureux », 2010, 514 p. (ISBN 978-2-259-21040-9) .
- Yves Guéna, Mémoires d'Outre-Gaulle, 2010.
- François Flohic, De Gaulle intime : un aide de camp raconte, Paris, l'archipel, 2010, 156 p. (ISBN 978-2-8098-0385-3).
- François Broche, Georges Caïtucoli et Jean-François Muracciole (dir.) ((avant-propos de Philippe de Gaulle, introduction de Max Gallo, et préface de Jean-Louis Crémieux-Brilhac, postface de Jean-François Sirinelli)), Dictionnaire de la France libre, Paris, Robert Laffont, coll. « Bouquins », juin 2010, XXV-1606 p. (ISBN 978-2-221-11202-1).
- Pierre Louis Blanc, Retour à Colombey, Éditions Pierre Guillaume de Roux, 2011.
- Alain Boulaire, La Marine française : De la Royale de Richelieu aux missions d'aujourd'hui, Quimper, éditions Palantines, 2011, 383 p. (ISBN 978-2-35678-056-0).
- Michel Tauriac (préf. Philippe de Gaulle), De gaulle avant de gaulle : la construction d'un homme, Paris, Plon, 2012, 505 p. (ISBN 978-2-259-21657-9).
- Patrick Harismendy et Erwan Le Gall (dir.), Pour une histoire de la France Libre, Presses Universitaires de Rennes, 2012.
- Dominique Lormier, Histoire générale de la résistance française, La Geneytouse, éd. Lucien Souny, septembre 2012, 620 p. (ISBN 978-2-84886-383-2).
- Étienne Taillemite, Dictionnaire des marins français, Paris, Tallandier, 2012 (ISBN 978-2-84734-008-2).
- Rémi Monaque, Une histoire de la marine de guerre française, Paris, éditions Perrin, 2016, 526 p. (ISBN 978-2-262-03715-4).

### Sur Philippe de Gaulle
: document utilisé comme source pour la rédaction de cet article.
- Dominique Frémy, Quid des présidents de la République-- et des candidats (Biographie), Paris, Robert Laffont, 1987, 717 p. (ISBN 978-2-221-05360-7).
- Joseph Valynseele (en collaboration avec Nicole Dreneau), préface d'Alain Peyrefitte, La Parentèle de Charles et Yvonne de Gaulle, éditions de L'Intermédiaire des chercheurs et curieux, 1990.
- Christine Clerc, Les De Gaulle, une famille française, Nil éditions, 2000  (ISBN 2-84111-153-9).
- Henri-Christian Giraud (dir.), Réplique à l'amiral de Gaulle, Paris-Monaco, Le Rocher, 2004  (ISBN 2-268-05131-5).
- Jean Mauriac, Les erreurs de l'amiral de Gaulle, Le Monde, 28 mars 2004.
- Pierre Nora (dir.), Du Général à l'Amiral, Le Débat, mars-avril 2005.
- Éric Roussel, Les étranges vérités de l'Amiral de Gaulle, Le Débat, mars-avril 2005.
- Émile Chaline avec Pierre Santarelli, Historique des Forces navales françaises libres, 5 tomes, Service historique de la marine, 1990 à 2006.
- Étienne Taillemite, Dictionnaire des marins français, Paris, Tallandier, 2002, 573 p. (ISBN 2-84734-008-4)

### Filmographie
- 2005 : Le Grand Charles de Bernard Stora ; le rôle de Philippe de Gaulle est interprété par Paul de Launoy.
- 2005 : De Gaulle intime, film-documentaire de René-Jean Bouyer avec les textes de Philippe de Gaulle et de Michel Tauriac et la voix de Jean Rochefort sur des images animées en noir et blanc et en couleur, images d'archives (BNF 40073213) [présentation en ligne].
- 2008 : Adieu de Gaulle, adieu de Laurent Herbiet ; le rôle de Philippe de Gaulle est interprété par Georges Siatidis.
- 2020 : De Gaulle de Gabriel Le Bomin ; le rôle de Philippe de Gaulle est interprété par Félix Back.
- 2020 : De Gaulle, l'éclat et le secret de François Velle, scénario de Jacques Santamaria et de Patrice Duhamel ; le rôle de Philippe de Gaulle est interprété par Pierre Rochefort.

### Discographie
- 2005 : entretien de l'amiral de Gaulle par Michel Tauriac, enregistrement sonore, productions Frémeaux et associés, La Plaine Saint-Denis (BNF 40055202).